# Raymond Wickramasinghe
Raymond Kingsley Wickramasinghe (* 31. August 1962 in Uthuwankanda, Sri Lanka) ist ein sri-lankischer Geistlicher und römisch-katholischer Bischof von Galle.

## Leben
Raymond Wickramasinghe empfing am 5. August 1989 durch den Bischof von Galle, Don Sylvester Wewitavidanelage, das Sakrament der Priesterweihe.
Am 27. Mai 2011 ernannte ihn Papst Benedikt XVI. zum Bischof von Galle. Der Erzbischof von Colombo, Albert Malcolm Kardinal Ranjith, spendete ihm am 31. August desselben Jahres die Bischofsweihe; Mitkonsekratoren waren der Bischof von Trincomalee-Batticaloa, Joseph Kingsley Swampillai, und der Bischof von Kurunegala, Harold Anthony Perera.